# إندر لوند إريكسن
إندر لوند إريكسن هو كاتب ومؤلف وسياسي نرويجي، ولد في 10 فبراير 1977 في مدينة بودو في النرويج. نشط حزبياً في الحزب الاشتراكي اليساري. وقد انتخب نائب عضو برلمان النرويج ‏ عن دائرة نورلان وقد انضم خلال فترته النيابية ‏ (1997 – 2001) للكتلة البرلمانية الحزب الاشتراكي اليساري.

## وصلات خارجية
- الموقع الرسمي